# Richard d'Acerra
Richard d'Acerra (en italien : Riccardo d'Acerra ; † 5 décembre 1196) est un baron italo-normand du royaume de Sicile, comte d'Acerra et beau-frère de Tancrède de Lecce, roi de Sicile (1190-1194).

## Biographie
Richard d'Acerra est le petit-fils de Robert de Medania († avant 1154), un chevalier originaire d'Anjou venu en Italie méridionale sous le règne du roi Roger II de Sicile (1130-1154). En 1150, Robert est nommé par le roi comte de Buonalbergo. Il laisse un fils, Roger, († après 1166), comte de Buonalbergo et d'Acerra qui participe sous le règne du roi Guillaume Ier de Sicile au complot des barons dont le but est d'assassiner le puissant Maion de Bari, « Émir des Émirs » du royaume (le personnage le plus important après le roi), détesté par la noblesse. Banni du royaume siculo-normand en 1161, Roger est rétabli dans ses fonctions par la reine régente Marguerite de Sicile en 1166. Il laisse un fils, Richard, comte d'Acerra, et Sibylle, future épouse du roi Tancrède de Sicile.
En 1185, il commande avec Tancrède de Lecce, alors grand connétable et maître justicier d'Apulie et de la Terre de Labour, la campagne militaire lancée par le roi Guillaume II de Sicile contre l'Empire byzantin qui aboutit à la prise de Durazzo et de Thessalonique. Il est néanmoins capturé à la suite de la bataille de Démétritzès en novembre 1185.
Richard d'Acerra est un fidèle partisan du roi Tancrède dont le pouvoir est contesté par l'empereur germanique Henri Hohenstaufen, prétendant, par son mariage avec la princesse Constance (fille posthume du roi Roger II de Sicile), au trône sicilien depuis la mort sans postérité du roi Guillaume II de Sicile (1189).
Deux ans après la prise du royaume siculo-normand par l'empereur Henri Hohenstaufen, couronné roi de Sicile le 25 décembre 1194, Richard d'Acerra est capturé par Diepold von Schweinspünt à la suite de la trahison d'un moine et jeté en prison. Après le retour en Italie méridionale de l'empereur germanique, Richard est traîné par des chevaux dans les rues de Capoue, puis, encore vivant, pendu par les pieds pendant deux jours. Agonisant, il est achevé par un bouffon qui, pour plaire à l'empereur, lui attache une lourde pierre autour du cou.